# Annone I
Annone I (fl. VI secolo a.C.) è stato un presunto sovrano cartaginese.
Annone sarebbe stato il primo personaggio, dai tempi della mitica Didone, a governare la colonia fenicia con una totale autorità, dopo un governo repubblicano oligarchico. Finalmente, Annone sarebbe stato deposto (circa al 556 a.C.) da Malco, generale cartaginese con un colpo di Stato.
Da un passaggi di Dione Crisostomo, dove afferma che un personaggio chiamato Annone fu il fondatore della nazione dei cartaginesi, si è concluso che questo Annone fu il primo sovrano di Cartagine. Invece, il primo sovrano di Cartagine fu, piuttosto, Magone, con cui sembra che Dione si sia confuso (i nomi di Annone e Magone vengono spesso confusi negli autori grecolatini). Anche è possibile che ci sia confusione con Annone I il Grande, con Annone il Navigatore e con Annone II.